# Premi Oscar 2012

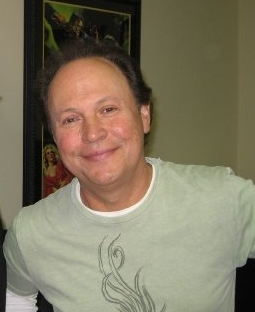
Billy Crystal, conduttore dell'84ª edizione.

L'84ª edizione della cerimonia dei Premi Oscar si è tenuta al Kodak Theatre di Los Angeles il 26 febbraio 2012. A condurre la serata è stato Billy Crystal. 
Le candidature delle varie categorie sono state annunciate il 24 gennaio 2012 al Samuel Goldwyn Theatre di Los Angeles da Jennifer Lawrence insieme a Tom Sherak, presidente dell'Accademia. La cerimonia ha premiato i migliori film usciti nel corso del 2011, e come sempre, negli Stati Uniti, è andato in diretta sul canale ABC.
Inizialmente l'evento doveva essere presentato dall'attore comico Eddie Murphy, ma con le dimissioni del produttore esecutivo Brett Ratner dopo diverse critiche rivolte per una frase contro gli omosessuali, anche Murphy ha rinunciato al ruolo propostogli. Subito viene fatto il nome di Billy Crystal che, con questa edizione arriva a condurre per la nona volta la Notte degli Oscar.
I vincitori della serata sono stati The Artist e Hugo Cabret con 5 statuette a testa, anche se il film di Scorsese ha trionfato solamente in categorie tecniche, di importanza minore rispetto a quelle in cui si è contraddistinto il film di Hazanavicius. A seguirli c'è The Iron Lady, il biopic sul Primo Ministro Margaret Thatcher, che ha vinto l'Oscar per il trucco e per l'attrice, andato a Meryl Streep che nel 2012, di vittorie, arriva a quota tre, alla pari con Ingrid Bergman, Jack Nicholson e Walter Brennan e solo seconda a Katharine Hepburn, vincitrice di 4 premi Oscar tutti come Miglior attrice. Era da 29 anni che Meryl Streep non vinceva un Oscar.

## Vincitori e candidati
Vengono di seguito indicati in grassetto i vincitori. Ove ricorrente e disponibile, viene indicato il titolo in lingua italiana e quello in lingua originale tra parentesi.

### Miglior film
- The Artist, a Thomas Langmann
- L'arte di vincere (Moneyball), a Michael De Luca, Rachael Horovitz, e Brad Pitt
- The Help, a Brunson Green, Chris Columbus, e Michael Barnathan
- Hugo Cabret (Hugo), a Graham King e Martin Scorsese
- Midnight in Paris, a Letty Aronson e Stephen Tenenbaum
- Molto forte, incredibilmente vicino (Extremely Loud and Incredibly Close), a Scott Rudin
- Paradiso amaro (The Descendants), a Jim Taylor e Alexander Payne
- The Tree of Life, a Dede Gardner, Sarah Green, Grant Hill, e Bill Pohlad
- War Horse, a Steven Spielberg e Kathleen Kennedy

### Miglior regia
- Michel Hazanavicius - The Artist
- Woody Allen - Midnight in Paris
- Terrence Malick - The Tree of Life
- Alexander Payne - Paradiso amaro (The Descendants)
- Martin Scorsese - Hugo Cabret (Hugo)

### Miglior attore protagonista
- Jean Dujardin - The Artist
- Demián Bichir - Per una vita migliore (A Better Life)
- George Clooney - Paradiso amaro (The Descendants)
- Gary Oldman - La talpa (Tinker, Tailor, Soldier, Spy)
- Brad Pitt - L'arte di vincere (Moneyball)

### Miglior attrice protagonista
- Meryl Streep - The Iron Lady
- Glenn Close - Albert Nobbs
- Viola Davis - The Help
- Rooney Mara - Millennium - Uomini che odiano le donne (The Girl with the Dragon Tattoo)
- Michelle Williams - Marilyn (My Week with Marilyn)

### Miglior attore non protagonista
- Christopher Plummer - Beginners
- Kenneth Branagh - Marilyn (My Week with Marilyn)
- Jonah Hill - L'arte di vincere (Moneyball)
- Nick Nolte - Warrior
- Max von Sydow - Molto forte, incredibilmente vicino (Extremely Loud and Incredibly Close)

### Migliore attrice non protagonista
- Octavia Spencer - The Help
- Bérénice Bejo - The Artist
- Jessica Chastain - The Help
- Melissa McCarthy - Le amiche della sposa (Bridesmaids)
- Janet McTeer - Albert Nobbs

### Migliore sceneggiatura non originale
- Alexander Payne, Nat Faxon e Jim Rash - Paradiso amaro (The Descendants)
- George Clooney, Grant Heslov e Beau Willimon - Le idi di Marzo (The Ides of March)
- John Logan - Hugo Cabret (Hugo)
- Bridget O'Connor e Peter Straughan - La talpa (Tinker, Tailor, Soldier, Spy)
- Steven Zaillian, Aaron Sorkin e Stan Chervin - L'arte di vincere (Moneyball)

### Migliore sceneggiatura originale
- Woody Allen - Midnight in Paris
- J. C. Chandor - Margin Call
- Asghar Farhadi - Una separazione (Jodāyi-e Nāder az Simin)
- Michel Hazanavicius - The Artist
- Annie Mumolo e Kristen Wiig - Le amiche della sposa (Bridesmaids)

### Miglior film straniero
- Una separazione (Jodāyi-e Nāder az Simin), regia di Asghar Farhadi - (Iran)
- Bullhead - La vincente ascesa di Jacky (Rundskop), regia di Michaël R. Roskam - (Belgio)
- Footnote (Hearat Shulayim), regia di Joseph Cedar - (Israele)
- In Darkness (W ciemności), regia di Agnieszka Holland - (Polonia)
- Monsieur Lazhar, regia di Philippe Falardeau - (Canada)

### Miglior film d'animazione
- Rango, regia di Gore Verbinski
- A Cat in Paris (Une vie de chat), regia di Jean-Loup Felicioli e Alain Gagnol
- Chico & Rita, regia di Fernando Trueba, Tono Errando e Javier Mariscal
- Il gatto con gli stivali (Puss in Boots), regia di Chris Miller
- Kung Fu Panda 2 (Kung Fu Panda 2 - The Kaboom of Doom), regia di Jennifer Yuh

### Migliore fotografia
- Robert Richardson - Hugo Cabret (Hugo)
- Jeff Cronenweth - Millennium - Uomini che odiano le donne (The Girl with the Dragon Tattoo)
- Janusz Kaminski - War Horse
- Emmanuel Lubezki - The Tree of Life
- Guillaume Schiffman - The Artist

### Migliore scenografia
- Dante Ferretti e Francesca Lo Schiavo - Hugo Cabret (Hugo)
- Laurence Bennett e Robert Gould - The Artist
- Rick Carter e Lee Sandales - War Horse
- Stuart Craig e Stephenie McMillan - Harry Potter e i Doni della Morte - Parte 2 (Harry Potter and the Deathly Hallows - Part 2)
- Anne Seibel e Hélène Dubreuil - Midnight in Paris

### Migliori costumi
- Mark Bridges - The Artist
- Lisy Christl - Anonymous
- Michael O'Connor - Jane Eyre
- Arianne Phillips - W.E. - Edward e Wallis (W.E.)
- Sandy Powell - Hugo Cabret (Hugo)

### Miglior trucco
- Mark Coulier e J. Roy Helland - The Iron Lady
- Martial Corneville, Lynn Johnston e Matthew W. Mungle - Albert Nobbs
- Nick Dudman, Amanda Knight e Lisa Tomblin - Harry Potter e i Doni della Morte - Parte 2 (Harry Potter and the Deathly Hallows - Part 2)

### Migliori effetti speciali
- Robert Legato, Joss Williams, Ben Grossman e Alex Henning - Hugo Cabret (Hugo)
- Tim Burke, David Vickery, Greg Butler e John Richardson - Harry Potter e i Doni della Morte - Parte 2 (Harry Potter and the Deathly Hallows - Part 2)
- Scott Farrar, Scott Benza, Matthew Butler e John Frazier - Transformers 3 (Transformers: Dark of the Moon)
- Joe Letteri, Dan Lemmon, R. Christopher White e Daniel Barrett - L'alba del pianeta delle scimmie (Rise of the Planet of the Apes)
- Erik Nash, John Rosengrant, Dan Taylor e Swen Gillberg - Real Steel

### Miglior montaggio
- Kirk Baxter e Angus Wall - Millennium - Uomini che odiano le donne (The Girl with the Dragon Tattoo)
- Anne-Sophie Bion e Michel Hazanavicius - The Artist
- Thelma Schoonmaker - Hugo Cabret (Hugo)
- Christopher Tellefsen - L'arte di vincere (Moneyball)
- Kevin Tent - Paradiso amaro (The Descendants)

### Miglior sonoro
- Tom Fleischman e John Midgley - Hugo Cabret (Hugo)
- Deb Adair, Ron Bochar, Dave Giammarco e Ed Novick - L'arte di vincere (Moneyball)
- David Parker, Michael Semanick, Ren Klyce e Bo Persson - Millennium - Uomini che odiano le donne (The Girl with the Dragon Tattoo)
- Greg P. Russell, Gary Summers, Jeffrey J. Haboush e Peter J. Devlin - Transformers 3 (Transformers: Dark of the Moon)
- Gary Rydstrom, Andy Nelson, Tom Johnson e Stuart Wilson - War Horse

### Miglior montaggio sonoro
- Philip Stockton e Eugene Gearty - Hugo Cabret (Hugo)
- Lon Bender e Victor Ray Ennis - Drive
- Richard Hymns e Gary Rydstrom - War Horse
- Ren Klyce - Millennium - Uomini che odiano le donne (The Girl with the Dragon Tattoo)
- Ethan Van der Ryn e Erik Aadahl - Transformers 3 (Transformers: Dark of the Moon)

### Migliore colonna sonora
- Ludovic Bource - The Artist
- Alberto Iglesias - La talpa (Tinker, Tailor, Soldier, Spy)
- Howard Shore - Hugo Cabret (Hugo)
- John Williams - Le avventure di Tintin - Il segreto dell'Unicorno (The Adventures of Tintin)
- John Williams - War Horse

### Migliore canzone
- Man or Muppet, musica e parole di Bret McKenzie - I Muppet (The Muppets)
- Real in Rio, musica di Sérgio Mendes e Carlinhos Brown e parole di Siedah Garrett - Rio

### Miglior documentario
- Undefeated, regia di TJ Martin, Dan Lindsay e Richard Middlemas
- Hell and Back Again, regia di Danfung Dennis e Mike Lerner
- If a Tree Falls, regia di Marshall Curry e Sam Cullman
- Paradise Lost 3: Purgatory, regia di Joe Berlinger e Bruce Sinofsky
- Pina 3D, regia di Wim Wenders e Gian-Piero Ringel

### Miglior cortometraggio documentario
- Saving Face, regia di Daniel Junge e Sharmeen Obaid-Chinoy
- The Barber of Birmingham: Foot Soldier of the Civil Rights Movement, regia di Robin Fryday e Gail Dolgin
- God is the Bigger Elvis, regia di Rebecca Cammisa e Julie Anderson
- Incident in New Baghdad, regia di James Spione
- The Tsunami and The Cherry Blossom, regia di Lucy Walker e Kira Carstensen

### Miglior cortometraggio
- The Shore, regia di Terry George e Oorlagh George
- Pentecost, regia di Peter McDonald e Eimear O'Kane
- Raju, regia di Max Zähle e Stefan Gieren
- Time Freak, regia di Andrew Bowler e Gigi Causey
- Tuba Atlantic, regia di Hallvar Witzø

### Miglior cortometraggio d'animazione
- The Fantastic Flying Books of Mr. Morris Lessmore, regia di William Joyce e Brandon Oldenburg
- Dimanche, regia di Patrick Doyon
- La luna, regia di Enrico Casarosa
- A Morning Stroll, regia di Grant Orchard e Sue Goffe
- Wild Life, regia di Amanda Forbis e Wendy Tilby

## Premi speciali

### Oscar onorario
- James Earl Jones
- Dick Smith

### Premio umanitario Jean Hersholt
- Oprah Winfrey

## Modifiche alle categorie premiate
Il 14 giugno 2011, il presidente dell'Accademia Tom Sherak, ha annunciato che il consiglio superiore ha approvato modifiche alle seguenti categorie:
- Miglior film: Le nomination finali ora possono variare da cinque e dieci. Il processo di votazione nomina sarà lo stesso di prima.
- Miglior film d'animazione: Questa è ormai una categoria competitiva permanente, inoltre, le regole sono state modificate per dare alla categoria una maggiore flessibilità in termini di numero dei candidati che si può permettere.
- Miglior documentario: Il periodo di ammissibilità della categoria è stato modificato. Prima del 2011, i documentari che venivano pubblicati tra il 1º settembre e il 31 agosto dell'anno successivo erano ammissibili. Questo è stato modificato per corrispondere con l'anno solare dal 1º gennaio al 31 dicembre. Come un periodo di transizione, l'Accademia accetterà documentari che sono stati distribuiti tra il 1º settembre 2010, al 31 dicembre 2011.
- Migliori effetti speciali: In precedenza, solo sette potevano essere i contendenti a tale premio, questo numero è stato modificato a dieci in concomitanza con l'espansione dello scorso anno della categoria 3-5 candidati.